# Dikoleps cutleriana
Dikoleps cutleriana is een slakkensoort uit de familie van de Skeneidae. De wetenschappelijke naam van de soort is voor het eerst geldig gepubliceerd in 1849 door Clark.